# 荒海山
荒海山（あらかいさん、あらかいざん、あらかいやま）は、福島県南会津郡南会津町と栃木県日光市の境界に位置する標高1,581 mの山である。二等三角点「太郎岳」（標高1,580.4 m）は山頂の東北東約90 mに位置するピーク東峰にある。福島県側では荒海山、栃木県側では太郎岳（たろうだけ）と呼ばれる。江戸時代の文献『新編会津風土記』では荒貝嶽（あらかいがだけ）と表記されている。
日本三百名山、東北百名山、新・うつくしま百名山、会津百名山に選定されている。

## 概要
福島県と栃木県両県の境界を画する帝釈山地の東側に位置する（県境尾根の一角）。日本海側と太平洋側を分ける中央分水嶺上に位置し、南側は太平洋に注ぐ利根川支流鬼怒川水系の支流群、北東側は日本海に注ぐ阿賀川、北西側は阿賀川支流の伊南川の支流群の、それぞれの源流部となっている。山頂部は緩やかな三角錐状をなしており、山頂の南西約800 mには、次郎岳とも呼ばれる1,560 mの峰がある。

## 地質
山頂の東側は古生代に形成された砂岩と粘板岩の互層から成り、西側は花崗岩が露出している。福島県側山麓には八総鉱山跡があり、銅、亜鉛、鉛、硫化鉄を産出していた。

## 登山

### ルート
一般登山道は福島県側からつけられており、福島県側から登られることが多い。八総鉱山跡入口から荒海川沿いにつけられた林道をたどるコースである。八総鉱山跡入口へは国道352号を国道121号からの分岐点より4.2 kmでさらに林道へ分岐し、八総鉱山跡前の駐車場まで4.2 km進む。会津鉄道会津高原尾瀬口駅からは駐車場まで5.5 kmである。
八総鉱山跡入口から荒海山登山口までの間には竜神滝や釜滝がある。八総鉱山跡入口から荒海山登山口を通って治山ダムまで約30分である。赤テープを目印に川を渡り急な沢を登ると尾根に出る。治山ダムから尾根登山道に出るまで約40分である。そこから展望のきかない尾根道をアップダウンし、山頂直下の急坂を登りきれば山頂につく。尾根登山道に出てから山頂まで約1時間50分である。山頂から東峰の三角点までは多少の藪漕ぎを要する。

### 山頂付近の花
山頂付近および尾根道は春から初夏にかけて、ショウジョウバカマ、イワカガミ、アズマシャクナゲ、ヤマグルマが咲く。

### 山頂からの眺望
山頂は360度の眺望がきき、南東に高原山、東に大佐飛山、男鹿岳、那須連峰、北に七ヶ岳、北西に浅草岳、西に会津駒ヶ岳、燧ヶ岳、田代山、帝釈山、南西に日光白根山、男体山、女峰山が見渡せる。

## ギャラリー

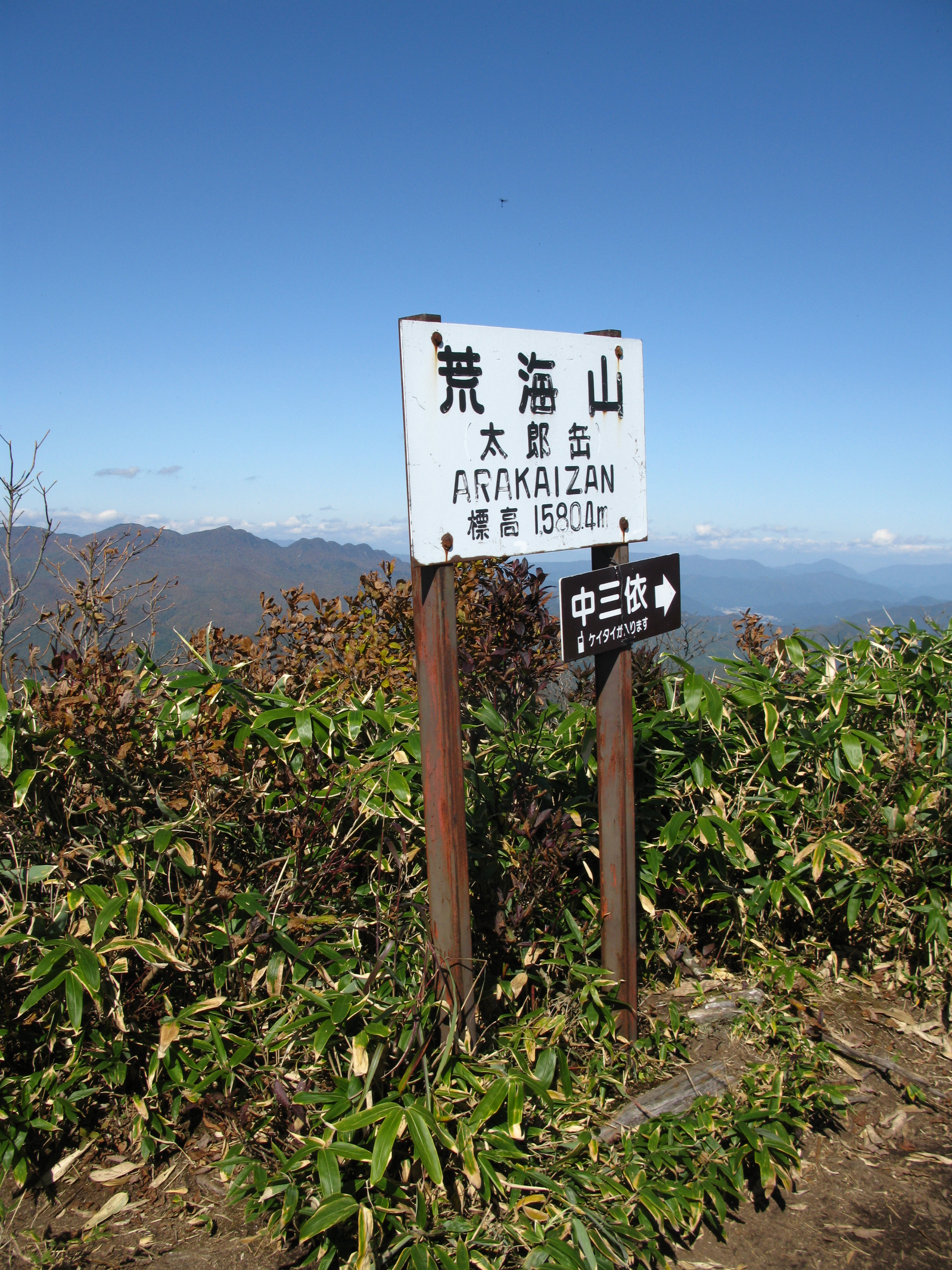
山頂
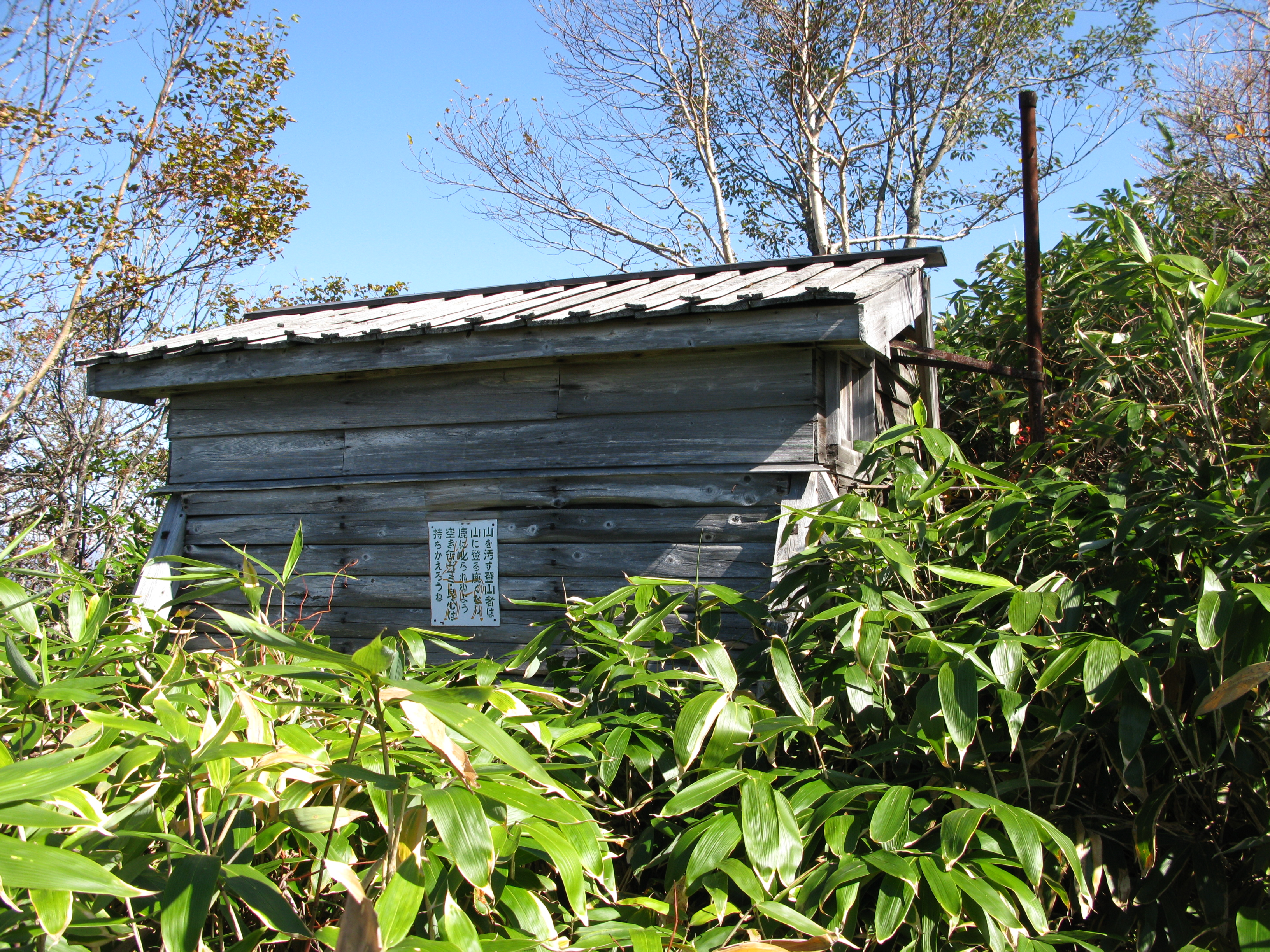
山頂直下の避難小屋
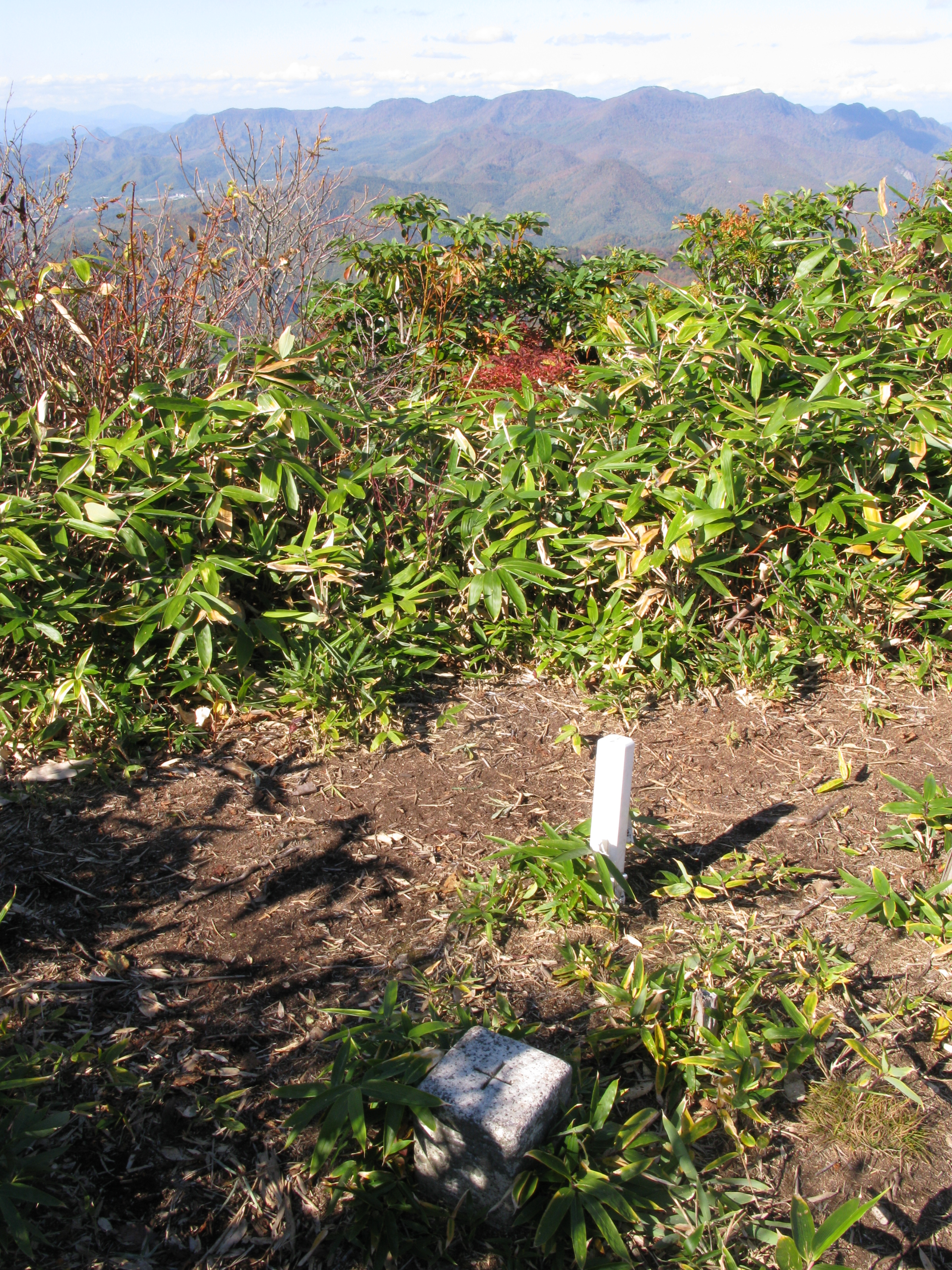
東峰にある三角点と七ヶ岳（奥）
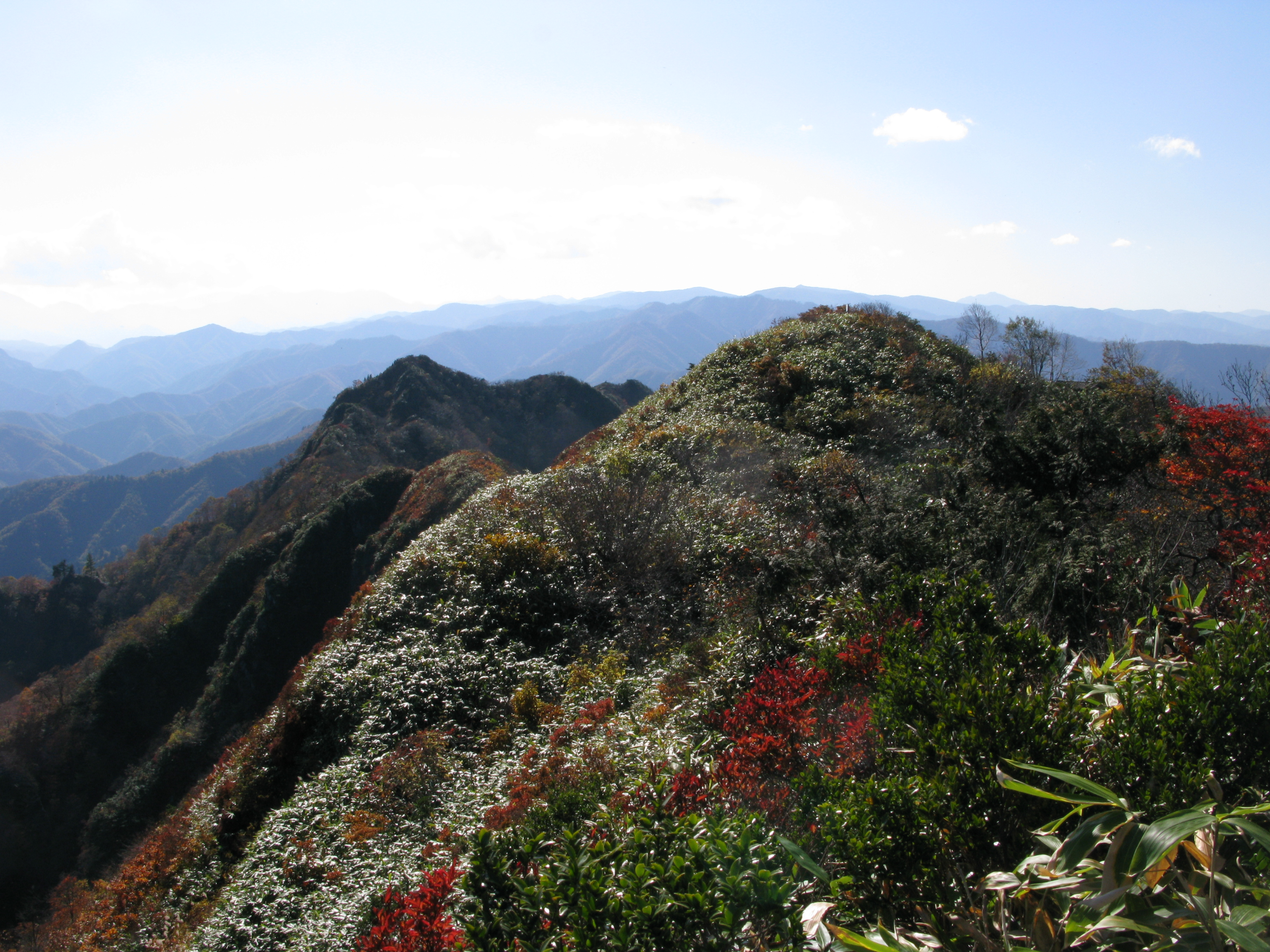
東峰から山頂と次郎岳（左）
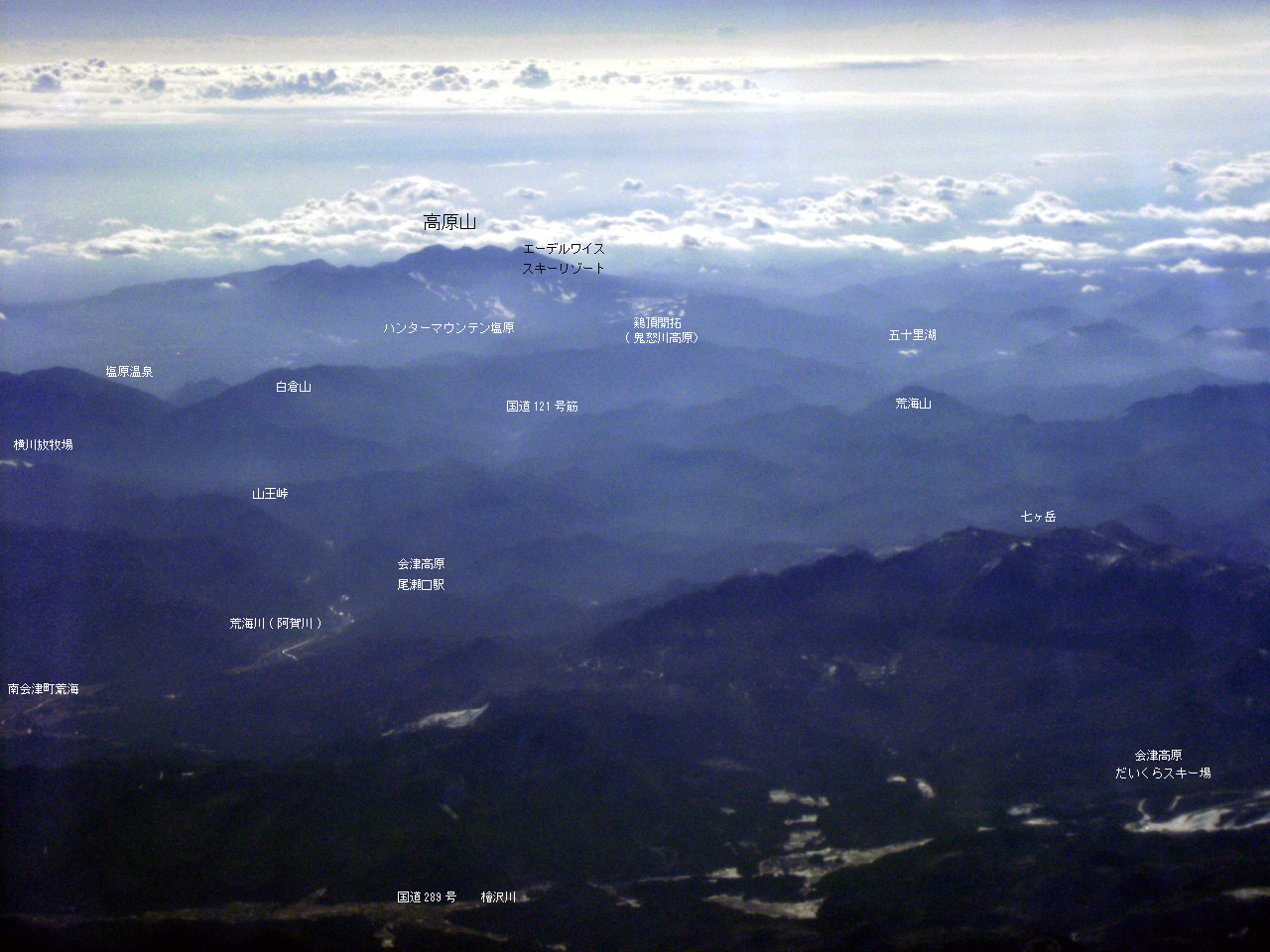
阿賀野川（阿賀川）源流域の荒海山とその周辺空撮
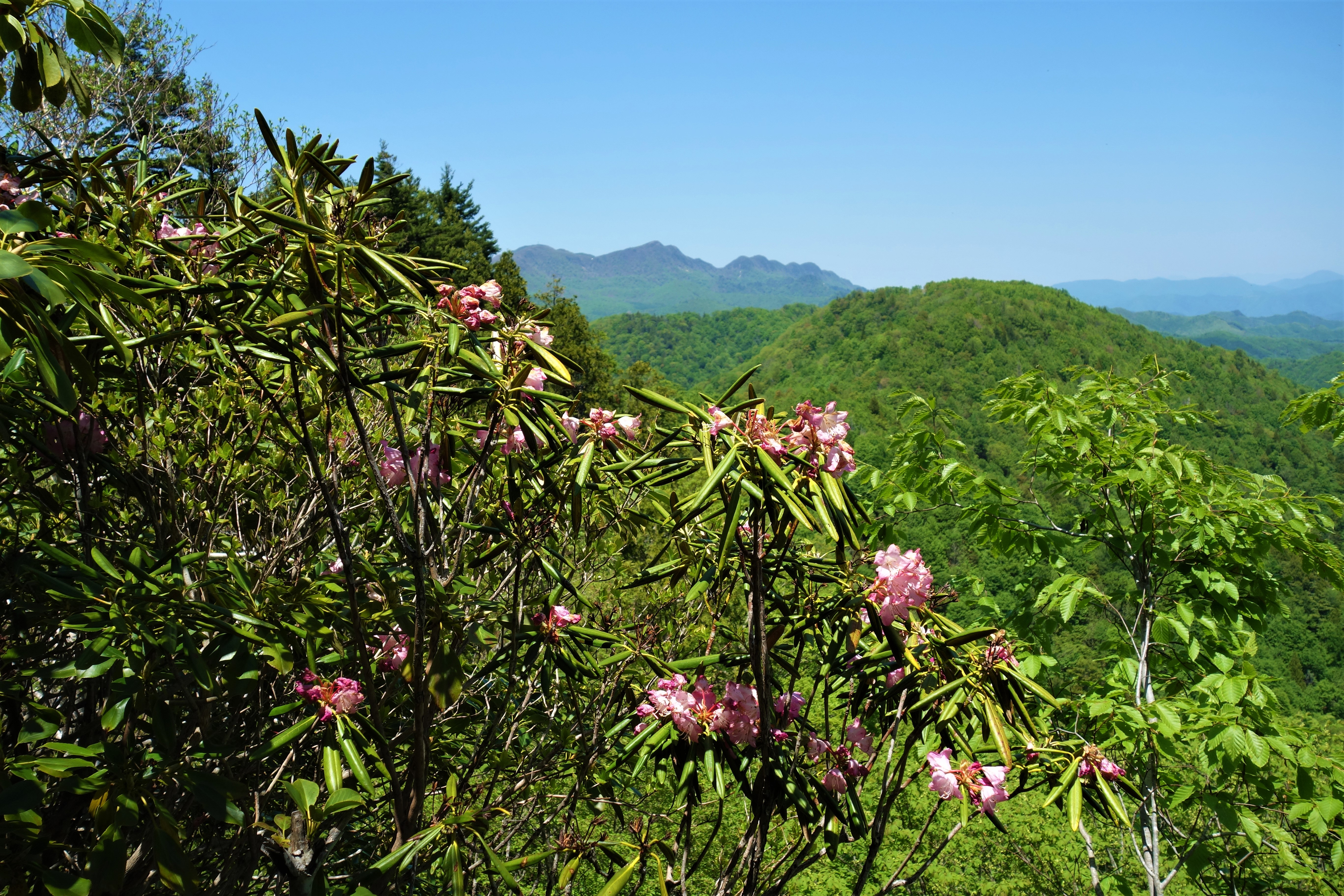
荒海山のシャクナゲと七ヶ岳
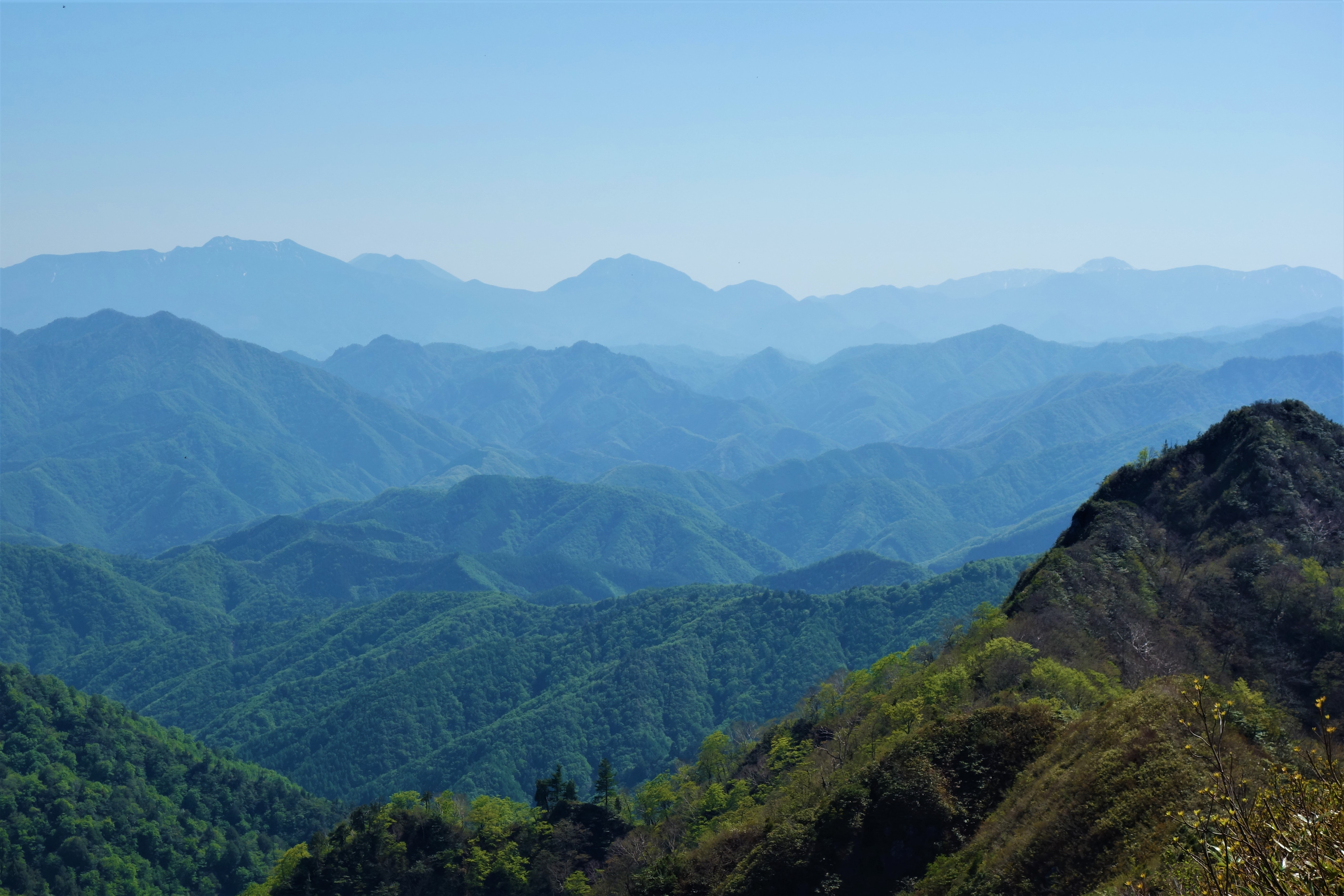
荒海山から日光連山を眺める